# Mika Satō
Mika Satō (jap. 佐藤美香 Satō Mika; ur. 8 kwietnia 1973 w Osace) – japońska pianistka, laureatka VI nagrody na XIV Międzynarodowym Konkursie Pianistycznym im. Fryderyka Chopina (2000).

## Życiorys

### Wykształcenie i praca pedagogiczna
Była uczennicą w Toho Gakuen School of Music. W latach 1991–1995 studiowała na Wydziale Muzycznym Toho Gakuen University w Tokio. W latach 1995–1997 pobierała dodatkowe nauki w Konserwatorium Paryskim.
Gościnnie prowadziła zajęcia w Heisei College of Music.

### Kariera pianistyczna
Uczestniczyła w kilku konkursach pianistycznych:
- Ogólnojapoński Konkurs Muzyczny (1993) – II nagroda
- Międzynarodowy Konkurs Muzyczny im. Piotra Czajkowskiego (1998) – finalistka
- Międzynarodowy Konkurs im. Marguerite Long i Jacques’a Thibaud (1998) – nagroda specjalna za muzykę Chopina
- XIV Międzynarodowy Konkurs Pianistyczny im. Fryderyka Chopina (2000) – VI nagroda

Występowała w Japonii, Rosji, Francji, Polsce, Austrii, USA i Maroku. W jej repertuarze są utwory m.in. Fryderyka Chopina i Ferenca Liszta. Dokonywała nagrań dla japońskiego radia i telewizji. W swoim dorobku ma kilka płyt nagranych dla firmy Camerata.